# Tensió extra baixa

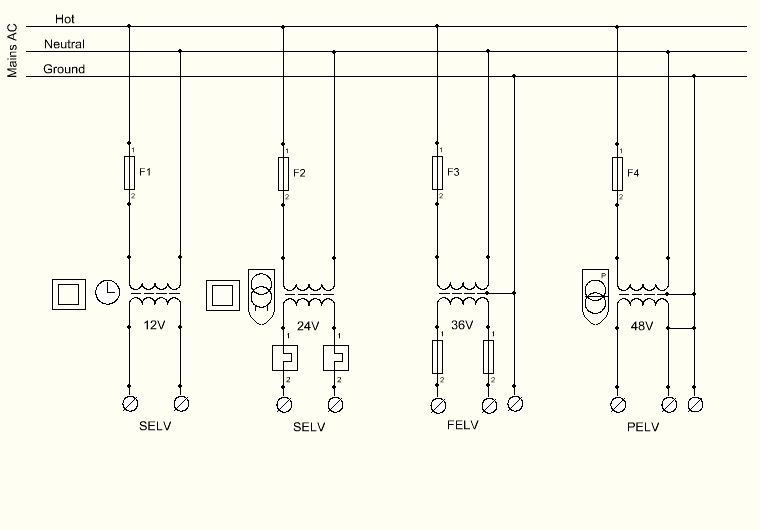
Instal·lacions de baixa tensió per a aparells de baixa tensió.

La tensió extra baixa (amb acrònim anglès ELV) és una tensió de subministrament elèctric i forma part de la banda de baixa tensió en un rang que comporta un baix risc de descàrrega elèctrica perillosa. Hi ha diversos estàndards que defineixen el voltatge molt baix. La Comissió Electrotècnica Internacional (IEC) i l'IET del Regne Unit (BS 7671:2008) defineixen un dispositiu o circuit ELV com aquell en què el potencial elèctric entre dos conductors o entre un conductor elèctric i terra no supera els 50 V AC o 120 V DC (sense ondulacions).
L'IEC i l'IET defineixen els tipus reals de sistemes de molt baixa tensió, per exemple, la tensió extra baixa separada (SELV), la tensió extra baixa protegida (PELV), la tensió extra baixa funcional (FELV). Aquests es poden subministrar mitjançant fonts com ara grups electrògens de motor/combustible fòssil, transformadors, PSU commutades o bateries recarregables. SELV, PELV, FELV es distingeixen per diverses propietats de seguretat, característiques de subministrament i tensions de disseny.
Alguns tipus d'il·luminació paisatgística utilitzen sistemes SELV / PELV (extra-low voltage). Les eines manuals modernes que funcionen amb piles entren a la categoria SELV. En condicions més àrdues, es pot especificar un corrent altern de 25 volts RMS / 60 volts (sense ondulacions) de corrent continu per reduir encara més el risc. Es pot aplicar una tensió més baixa en condicions humides o conductores on hi ha encara més potencial de descàrrega elèctrica. Aquests sistemes encara haurien d'estar sota les especificacions de seguretat SELV / PELV (ELV).
| Rang de voltage IEC | AC RMS voltatge (V) | DC voltatge (V) | Risc         |
| ------------------- | ------------------- | --------------- | ------------ |
| Alta tensió         | > 1.000             | > 1.500         | Arc elèctric |
| Baixa tensió        | 50 a 1.000          | 120 a 1.500     | Xoc elèctric |
| Extra-Baixa tensió  | < 50                | < 120           | Baix risc    |

## Tensió molt baixa separada o de seguretat (SELV)
L'IEC defineix un sistema SELV com "un sistema elèctric en el qual la tensió no pot superar l'ELV en condicions normals, i en condicions de falla única, incloses les fallades a terra en altres circuits". Generalment s'accepta que l'acrònim: SELV significa voltatge molt baix separat (separat de terra) tal com es defineix a les normes d'instal·lació (p. ex. BS 7671), tot i que BS EN 60335 es refereix a això com a tensió extra baixa de seguretat.
Un circuit SELV ha de tenir:
- Separació de protecció elèctrica (és a dir, doble aïllament, aïllament reforçat o apantallament protector) de tots els circuits que no siguin SELV i PELV (és a dir, tots els circuits que puguin portar tensions més altes)
- Separació senzilla d'altres sistemes SELV, de sistemes PELV i de terra (terra)

La seguretat d'un circuit SELV ve proporcionada per
- La tensió molt baixa
- El baix risc de contacte accidental amb una tensió més alta
- La manca d'un camí de retorn a través de la terra (terra) que el corrent elèctric podria prendre en cas de contacte amb un cos humà

El disseny d'un circuit SELV normalment implica un transformador d'aïllament, distàncies mínimes garantides entre conductors i barreres d'aïllament elèctric. Els connectors elèctrics dels circuits SELV s'han de dissenyar de manera que no s'acoblen amb els connectors que s'utilitzen habitualment per als circuits no SELV.

## Tensió molt baixa protegida (PELV)
La IEC 61140 defineix un sistema PELV com "un sistema elèctric en el qual la tensió no pot superar l'ELV en condicions normals, i en condicions de falla única, excepte fallades a terra en altres circuits".

## Tensió extra baixa funcional (FELV)
El terme tensió extra baixa funcional (FELV) descriu qualsevol altre circuit de tensió extra baixa que no compleixi els requisits per a un circuit SELV o PELV. Tot i que la part FELV d'un circuit utilitza una tensió molt baixa, no està adequadament protegida del contacte accidental amb tensions més altes en altres parts del circuit. Per tant, els requisits de protecció per a la tensió més alta s'han d'aplicar a tot el circuit.